# El Rosario (Venezuela)
Pour les articles homonymes, voir El Rosario.
El Rosario est la capitale de la paroisse civile de Yocoima de la municipalité de Caroní de l'État de Bolívar au Venezuela.